# Economia pelo lado da oferta
A economia pelo lado da oferta é uma corrente da economia que estuda os impactos causados pela diminuição da carga tributária nas variáveis macroeconômicas, podendo ser elas: inflação, emprego, produtividade etc. Seu principal representante é o economista Arthur Laffer.  De acordo com esta teoria, os consumidores se beneficiam de uma maior oferta de bens e serviços a preços mais baixos e que as oportunidades de emprego aumentam.